# Creation Stories
Creation Stories és una pel·lícula biogràfica britànica del 2021 sobre Alan McGee i Creation Records, dirigida per Nick Moran. La pel·lícula va ser adaptada de l'autobiografia homònima de McGee del 2013, a càrrec d'Irvine Welsh i Dean Cavanagh. S'ha doblat i subtitulat al català.
Creation Stories es va estrenar al Festival de Cinema de Glasgow virtual el 24 de febrer de 2021 i es va estrenar de forma general el 20 de març.
El juny de 2021, RLJE Films va comprar els drets de distribució per llançar Creation Stories als Estats Units.